# Geber (Lohmar)
Geber ist ein Stadtteil von Lohmar im Rhein-Sieg-Kreis in Nordrhein-Westfalen.

## Geographie
Geber liegt im Südosten des Stadtgebiets von Lohmar. Umliegende Ortschaften und Weiler sind Breidt und Deesem im Nordosten, Krahwinkel, Winkel und Breidtersteegsmühle im Osten, Fischburg, Bich, Hove, Hagen, Birkhof und Inger im Südosten, Algert im Süden, Gebermühle im Südwesten, Salgert im Westen sowie Kreuzhäuschen und Ellhausen im Nordwesten.
Der Bicher Bach fließt östlich von Geber vorbei, der Jabach, ein orographisch linker Nebenfluss der Agger, fließt südlich des Ortes entlang.

## Geschichte
Bis zum 1. August 1969 gehörte der Ort zu der bis dahin eigenständigen Gemeinde Breidt.

## Verkehr
- Geber ist das Verkehrskreuz an dem die Bundesstraße 507, die Kreisstraßen 37 und 13 zusammenlaufen.[3]
- Nächstgelegene Bahnhöfe sind in Lohmar-Honrath bei Jexmühle, Rösrath und Siegburg.
- Die Buslinie 555 verbindet den Ort mit Lohmar und mit Siegburg. Das Anruf-Sammeltaxi ergänzt den Busverkehr im ÖPNV. Geber gehört zum Tarifgebiet des VRS.